# Remo Forlivesi
Remo Forlivesi (Roma, 17 aprile 1888 – Roma, 24 giugno 1944) è stato un pallanuotista, nuotatore e calciatore italiano.

## Carriera

### Pallanuotista
Prima di passare all'attività calcistica, Forlivesi si era sempre distinto per la sua abilità nel nuoto e nella pallanuoto. Partecipa alle partite di dimostrazione della S.S. Lazio Nuoto alle Acque Albule di Tivoli il 21 agosto 1904.

### Calciatore
Inizialmente aggregato alla prima squadra ma appartenente alla squadra delle riserve, fu per anni portiere di riserva della Lazio.

## Palmarès

### Calciatore

#### Competizioni nazionali
- Terza Categoria: 3

Lazio: 1909-1910, 1910-1911, 1911-1912